# Buseto Palizzolo
Buseto Palizzolo es una localidad italiana de la provincia de Trapani, región de Sicilia, con 3.153 habitantes.

Ubicación de la ciudad de Buseto Palizzolo dentro de la provincia de Trapani.

## Evolución demográfica
| Gráfica de evolución demográfica de Buseto Palizzolo entre 1861 y 2001 |
|                                                                        |
| Fuente ISTAT - Elaboración gráfica por parte de Wikipedia              |